# Ian Smith

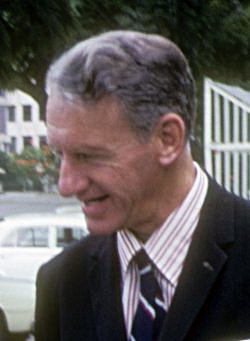
Ian Smith in 1975, in de hoedanigheid van premier van Rhodesië

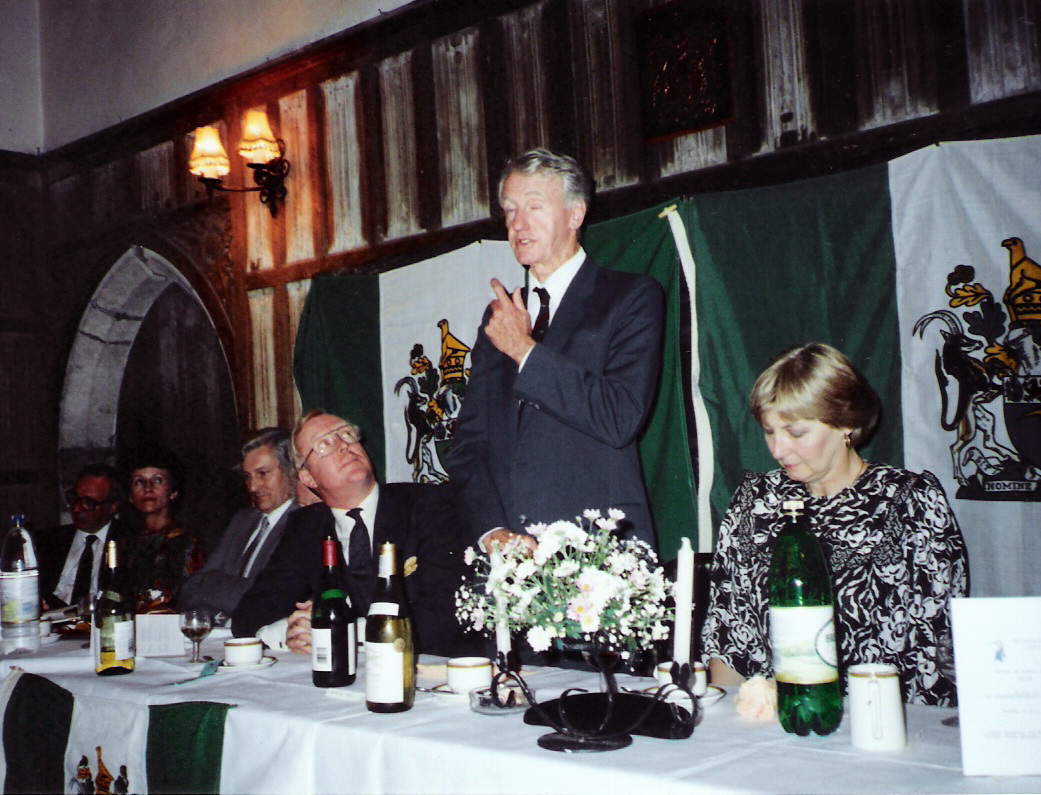
Ian Smith in 1990

Ian Douglas Smith (Selukwe (tegenwoordig: Shurugwi), 8 april 1919 - Kaapstad (Zuid-Afrika), 20 november 2007) was een Rhodesisch politicus. In 1965 verklaarde hij Rhodesië onafhankelijk van Groot-Brittannië.

## Biografie

### Jeugd en studie
Ian Smith behoorde tot de blanke minderheid van Britse afkomst die in Rhodesië (Zimbabwe) gevestigd was. Zijn ouders kwamen uit Schotland. Hij studeerde handelswetenschappen aan de Rhodes-Universiteit in Zuid-Afrika. Tijdens de Tweede Wereldoorlog was hij piloot in het Rhodesia Squadron van de RAF. Hij vocht in Afrika, Italië en Duitsland. In 1943 liep hij ernstige brandwonden op nadat zijn gevechtsvliegtuig tijdens het opstijgen in Egypte verongelukte (zijn gelaatstrekken functioneerden daarna niet meer optimaal, wat zijn starre gelaatsuitdrukking verklaart). In 1944 werd hij neergeschoten boven de Povlakte in Noord-Italië en gevonden door het Italiaanse verzet.
Na de Tweede Wereldoorlog studeerde hij opnieuw aan de Rhodes-Universiteit en behaalde in 1948 een graad in de commerciële economie. In datzelfde jaar trouwde hij.

### Eerste stappen in politiek
In 1948 werd hij politiek actief voor de Rhodesische Liberale Partij. Van 1948 tot 1953 was hij voor de liberale partij lid van de Wetgevende Vergadering van Zuid-Rhodesië en daarna lid van de Wetgevende Vergadering van de Centraal-Afrikaanse Federatie (een federatie van Zuid- en Noord-Rhodesië en Nyasaland) voor de Verenigde Federale Partij. De Centraal-Afrikaanse Federatie, die vooral gunstig was voor de blanke boeren en niet voor de zwarte bevolking, werd in 1961 ontbonden.
Ian Smith richtte in dat jaar het Rhodesische Front (Rhodesian Front, RF) op. Het RF van Smith was tegen de overname van Joshua Nkomo en Robert Mugabe zonder verkiezingen. De voorbeelden van de rest van Afrika met genocide en oorlogen tussen de stammen, waren geen goede toekomstbeelden. Ian Smith geloofde in evolutie en niet in revolutie. Stemmen werd niet bepaald langs raciale lijnen, maar langs ontwikkeling en inkomsten. Vaak werd de zwarte bevolking bedreigd en belemmerd als er verkiezingen waren. In 1962 werd het Rhodesische Front, dankzij het voor de blanken gunstige electorale systeem, de grootste partij in de Wetgevende Vergadering. Smith werd vicepremier.

### Premier
In april 1964 werd premier Winston Field, die volgens hardliners te veel rekening hield met de Britse wensen, afgezet. Smith volgde hem op als premier. Harold Wilson van de Labour Party was niet blij met Smith als Zuid-Rhodesisch premier, omdat hij weigerde de macht zonder verkiezingen over te dragen aan ongekozen "leiders" zoals Robert Mugabe van Zanu PF of aan Joshua Nkomo. Beiden hadden zichzelf uitgeroepen tot leiders van hun stam, terwijl ze de gekozen Chiefs negeerden.
De herhaaldelijk afgebroken besprekingen tussen Groot-Brittannië en Smiths Rhodesisch Front-regering liepen vast en op 11 november 1965 riep de regering-Smith eenzijdig de onafhankelijkheid uit: (Unilateral Declaration of Independence). De datum van 11 november werd speciaal gekozen om het Britse publiek te herinneren aan de verliezen die Rhodesiërs, blank en zwart, in beide wereldoorlogen hadden geleden. De eenzijdige onafhankelijkheidsverklaring werd noch door de Britten, noch door andere landen (behalve Zuid-Afrika) erkend. Direct na de onafhankelijkheidsverklaring volgde een internationale boycot van Rhodesische producten en ook volgden er sancties. Desondanks konden Smith en zijn blanke regering vrij gemakkelijk standhouden, mede doordat buurlanden Zuid-Afrika en de Portugese kolonie Mozambique gewoon handel dreven met Rhodesië. Japan en Frankrijk trokken zich evenmin iets aan van deze boycot en deden later hetzelfde ten aanzien van de boycot van Zuid-Afrika.
Intussen ontstonden uit de al bestaande zwarte nationalistische partijen, zoals de ZANU en de ZAPU, guerrillalegers die vanuit andere Afrikaanse landen aanvallen uitvoerden op boerderijen van blanke boeren. De plattelandsbevolking werd geïntimideerd en geïndoctrineerd en regelmatig bedreigd door beide groepen van ZANLA (Mugabe) en ZIPRA (Nkomo). Als waarschuwing tegen het samenwerken met de Rhodesische regering werden mensen levend verbrand in hun hutten of werden er lippen en oren afgesneden. De families moesten de afgesneden lichaamsdelen opeten. Als ze de overheid waarschuwden waren de gevolgen nog erger. Er ontstond een oorlog in Rhodesië. De gevreesde en goed getrainde Selous Scouts, RLI (Rhodesian Light Infantry), RAR (Rhodesian African Regiment), elite-eenheden van het Rhodesische leger, bevochten de guerrilla's, die werden gesteund door de Sovjet-Unie en Volksrepubliek China. Tachtig procent van het Rhodesische leger bestond uit vrijwillige zwarte soldaten uit beide bevolkingsgroepen, Shona's en Ndebeles.
In 1970 riep Smith de Republiek Rhodesië uit. Smith bleef premier, maar zijn partijgenoot Clifford Walter Dupont bekleedde tot diens dood in 1978 het ceremoniële ambt van president.
Nadat Mozambique in 1974 een onafhankelijke republiek werd, viel een belangrijke handelspartner van het blanke regime in Rhodesië weg. Daar kwam nog bij dat de FRELIMO-regering in Mozambique de guerrilla's van de ZANU begon te steunen in hun strijd tegen de regering-Smith. In Mozambique volgden veel aankomende ZANU-guerrilla's een militaire opleiding. De ZAPU-guerrilla's ontvingen hun militaire opleiding in Zambia. De Zambiaanse president Kenneth Kaunda had een sterke voorkeur voor de ZAPU.

### Einde premierschap en pensioen
In 1979 vonden algemene verkiezingen plaats. Abel Muzorewa won de verkiezingen en werd de eerste Afrikaanse premier van Zimbabwe-Rhodesië. Het Patriotic Front weigerde mee te doen met de verkiezingen en de oorlog ging door. ZANU PF van Robert Mugabe en ZAPU van Joshua Nkomo wilden de macht krijgen door de loop van het geweer. In 1979 stemde premier Muzarewa toe om met Groot-Brittannië en de leiders van het Patriotic Front voor de Lancaster House besprekingen te voeren, wat eindigde in de Lancaster House Agreement. Zimbabwe-Rhodesië kwam voor het eerst in zijn geschiedenis rechtstreeks onder Brits gezag, met Lord Soames als gouverneur. Er werden nieuwe verkiezingen uitgeschreven. Als er intimidatie van kiezers zou zijn zouden de partijen die dit deden uitgesloten worden van de verkiezingen. Berichten over intimidatie werden echter genegeerd door Lord Soames en ZANU PF kwam als grote overwinnaar uit de verkiezingen.
In 1980 werd Zimbabwe een republiek binnen het Britse Gemenebest. Robert Mugabe, de voorzitter van ZANU PF, werd premier. Volgens de afgesproken regeling mochten de blanken 20 zetels houden. Alle 20 zetels gingen naar het (omgedoopt in Republican Front) van Ian Smith, die ook zelf parlementariër werd. In 1987 verviel deze regeling. Desondanks werd Smith in het parlement gekozen. In 1988 werd hem de toegang tot het parlement geweigerd, omdat hij in het buitenland openlijk kritiek op Mugabe gegeven had.
Ian Smith ging in 1988 met pensioen, maar gaf nog regelmatig interviews. In 2002 kwam hij regelmatig in het nieuws. Hij toonde toen zijn afschuw over president Mugabes landverdelingspolitiek. Op 20 november 2007 overleed hij in Zuid-Afrika na al enige tijd ziek te zijn geweest.